# Parábola de los dos hijos

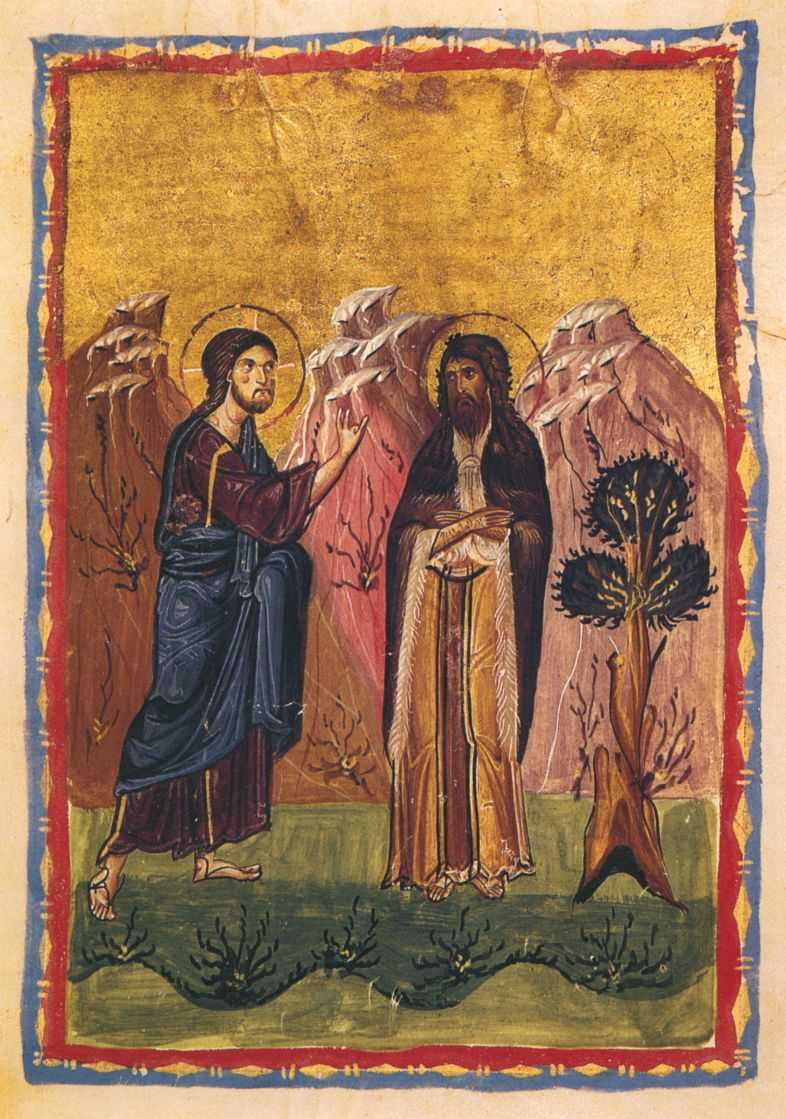
Jesús encuentra a Juan el Bautista. Anónimo del.

La parábola de los dos hijos es una comparación (mashal) que se encuentra únicamente en el Evangelio de Mateo (21:28-32), que pone esta enseñanza en labios de Jesús de Nazaret. El evangelista la ubica junto con otras dos, la parábola de los viñadores homicidas (Mateo 21:33-46) y la parábola de la fiesta de bodas (Mateo 22:1-14). Las tres parábolas tienen como tema el juicio y como destinatarios los líderes religiosos de Israel, a los que se condena con severidad. Esto se pone de manifiesto por las palabras del propio evangelista quien comenta que, cuando los sumos sacerdotes y los fariseos oyeron sus parábolas, «comprendieron que estaba refiriéndose a ellos» (Mateo 21:45).
En la parábola de los dos hijos, Jesús contrasta la actitud de los recaudadores de impuestos y las prostitutas, que aceptaron el mensaje de Juan el Bautista, con la de los dirigentes religiosos que no lo hicieron. Jesús, al comparar a las autoridades judías con un hijo que promete obediencia pero que nada hace, formula un contraste altamente polémico: los publicanos y las meretrices, que creyeron en Juan el Bautista, entrarán en el Reino de Dios antes que las autoridades.
Según el académico Robert Horton Gundry, esta parábola perteneciente al Evangelio de Mateo guarda cierta semejanza con la parábola del hijo pródigo, propia del Evangelio de Lucas.

## La parábola
En el Evangelio de Mateo, la parábola de los dos hijos se sitúa luego de la entrada mesiánica de Jesús de Nazaret en Jerusalén (Mateo 21:1-11) y la expulsión de los vendedores del templo (Mateo 21:12-17), en el marco de una controversia en la cual los sumos sacerdotes cuestionaban la autoridad de Jesús (Mateo 21:23-27).

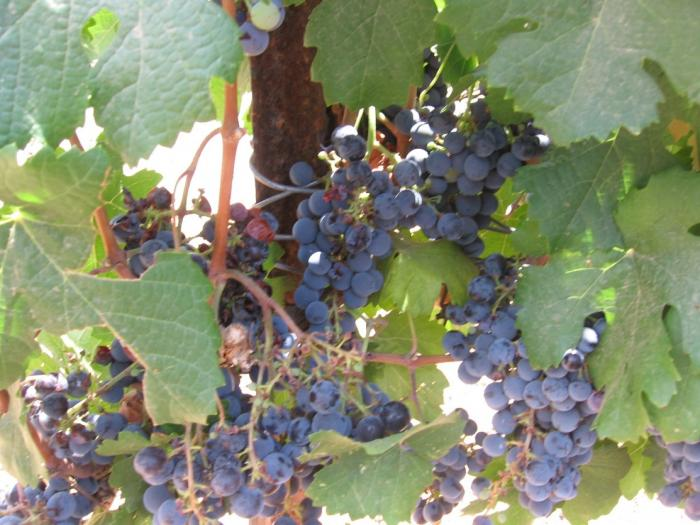
Uvas en un viñedo de Israel, antes de la cosecha.

«Pero ¿qué os parece? Un hombre tenía dos hijos. Llegándose al primero, le dijo: “Hijo, vete hoy a trabajar en la viña.” Y él respondió: “No quiero”, pero después se arrepintió y fue. Llegándose al segundo, le dijo lo mismo. Y él respondió: “Voy, Señor”, y no fue. ¿Cuál de los dos hizo la voluntad del padre?»
- «El primero» - le dicen.
Díceles Jesús: «En verdad os digo que los publicanos y las rameras llegan antes que vosotros al Reino de Dios. Porque vino Juan a vosotros por camino de justicia, y no creísteis en él, mientras que los publicanos y las rameras creyeron en él. Y vosotros, ni viéndolo, os arrepentisteis después, para creer en él.»
Evangelio de Mateo 21:28-32
Texto de la Biblia de Jerusalén

## Origen del pasaje
En general, los autores coinciden en que se trata de un texto producto de la redacción mateana, es decir, «una parábola de su propia cosecha».

## Distintas versiones antiguas
En la tradición manuscrita, la parábola fue presentada en hasta tres versiones diferentes durante los primeros siglos del cristianismo, lo cual evidencia cierta dificultad en su comprensión. En efecto, el hijo que finalmente cumplió la voluntad del padre le había respondido antes de manera no honorable.

[...] Ninguno de los hijos  es ideal [...] En una cultura donde se estima mucho el honor, no es obvio que el primer hijo merezca ser aplaudido. Él insultó a su padre al contestarle que no lo va a hacer. [...] El hecho de que hay otras dos versiones conocidas de esta parábola confirma que en los primeros siglos de la Iglesia no era evidente cuál de los hijos había respondido de manera honorable.
Barbara E. Reid

El análisis crítico conservó la versión actual como la que tiene alta probabilidad de ser la original.

## Método didáctico

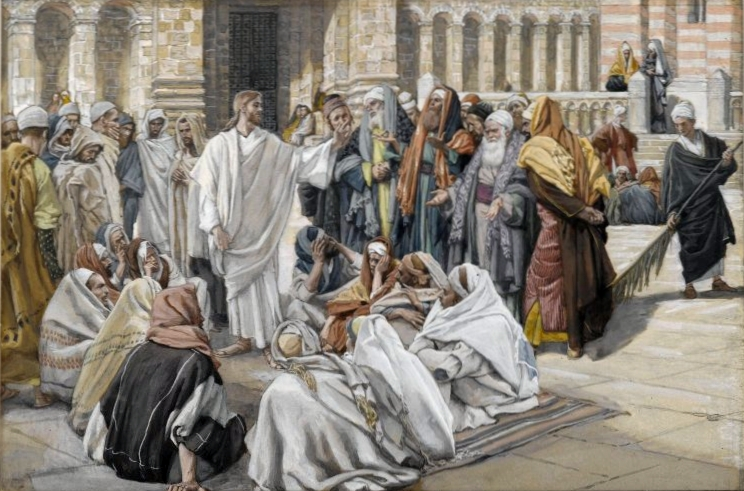
Los fariseos cuestionan a Jesús, obra de James Tissot que se encuentra en el Museo Brooklyn. En el marco de una controversia en la cual los sumos sacerdotes cuestionaron la autoridad de Jesús de Nazaret, él responde relatando la parábola de los dos hijos.

Según C. H. Dodd, se trata de una típica parábola de Jesús por cuanto tiene carácter de argumento e invita al oyente a juzgar sobre la situación descrita, desafiándole directamente o en forma implícita a aplicar ese juicio a la materia en cuestión. Al responder, los destinatarios terminan por autoincriminarse.
Este pasaje del Evangelio de Mateo se asemeja en el método didáctico al de una parábola familiar del Antiguo Testamento, en la que el profeta Natán narra al rey David la historia de un hombre rico, poseedor de ganado lanar y vacuno, que roba la única oveja de un hombre pobre para servirla a un viajero llegado a su casa. David cae limpiamente en la trampa y exclama con indignación: «¡Vive Dios que el hombre que ha hecho eso merece la muerte!», a lo que Natán replicó: «¡Tú eres ese hombre!», en alusión al pecado de David por haber tomado como propia a Betsabé, la mujer de Urías el hitita (2Samuel 12:1-15).

## Significado de la parábola
Los dos hijos representan la distinción entre dos tipos de judíos, los dirigentes religiosos que no creen y los marginados que sí creen. La imagen de la viña ya había sido puesta en labios de Jesús de Nazaret en otra parábola del mismo Evangelio de Mateo: la viña solía utilizarse de forma profética para simbolizar al pueblo de Israel (Isaías 5:1-7; Jeremías 2:21). Como se observa de la conclusión referida al hijo que cumplió la voluntad del padre, la fe obediente es siempre el criterio definitivo en el Evangelio de Mateo. Los publicanos y prostitutas forman parte del ‘am hā-’āreš judío, es decir, aquellos considerados pecadores ignorantes e impuros, que desempeñaban oficios criticados duramente y que tenían una vida alejada de las «buenas costumbres». Jesús de Nazaret sorprende presentando una paradoja: que los considerados «impíos» o pecadores alcanzan la salvación y los considerados «justos» quedan excluidos de ella, en virtud de que los primeros están mucho más dispuestos a recibir el mensaje de conversión de Juan el Bautista primero y de Jesús de Nazaret después, en tanto que los segundos, los fariseos, están impedidos por su convencimiento de poseer ya la perfección y, por consiguiente, de no tener necesidad de arrepentirse.

## La conciencia farisaica
La parábola de los dos hijos, junto con la parábola de los viñadores homicidas, forma parte de las duras críticas a los fariseos puestas por el evangelista en labios de Jesús de Nazaret, las que alcanzan su punto culminante al predicar las siete maldiciones contra los escribas y fariseos (Mateo 23:13-36).
En teología moral, el comportamiento de estos dirigentes religiosos señalado por Jesús de Nazaret dio lugar a la expresión «conciencia farisaica», una mezcla de conciencia escrupulosa y laxa que hace grande lo pequeño y pequeño lo grande. El mismo Evangelio de Mateo la definió como aquella que hace de quien la tiene un guía ciego, que cuela un mosquito y se traga un camello (Mateo 23:24). Según Antonio Royo Marín, se trata de la conciencia de aquellos que no podrían conciliar el sueño por faltar a pequeñas prácticas rituales exteriores, y que en cambio no tienen inconveniente en faltar contra el amor fraterno, contra la justicia o contra la misericordia.